# Невена Дамјановић
Невена Дамјановић (12. април 1993) је српска фудбалерка. Фудбал је почела да тренира са 11 година, а пре тога је тренирала карате. Носилац је црног појаса, а била је шампион Србије и Црне Горе.

## Каријера
За кадетску репрезентацију Србије дебитовала је 2008. године против селекције Немачке. Била је капитен омладинске репрезентације Србије (У-19) на ЕП 2012. у Турској и то је досадашњи највећи успех женске фудбалске репрезентације Србије.
 Сада наступа за сениорску репрезентацију Србије за коју је одиграла 29 утакмица и постигла 9 голова. На међународном плану је, такође, са ЖФК Спартак 4 пута учествовала у такмичењу УЕФА Лиге шшампиона (2011/12, 2012/13, 2013/14, 2014/15) на којима је у 16 утакмица постигла 6 голова.

Међународну каријеру започела је женском фудбалском клубу Фортуна Хјоринг из Данске.

## Награде и признања
До сада има 5 титула државног првака, 4 титуле победника Купа, 4 учешћа у УЕФА Лиги шампиона и једно учешће на Европском првенству (У-19).